# كارل يوجين نيومان
كارل يوجين نيومان (بالألمانية: Karl Eugen Neumann) (و. 1865 – 1915 م) هو مؤلف، ومترجم، وكاتب نمساوي، ولد في فيينا، توفي في فيينا، عن عمر يناهز 50 عاماً.